# Paim Filho
Paim Filho is een gemeente in de Braziliaanse deelstaat Rio Grande do Sul. De gemeente telt 4.526 inwoners (schatting 2009).

## Aangrenzende gemeenten
De gemeente grenst aan Cacique Doble, Carlos Gomes, Machadinho, Maximiliano de Almeida en São João da Urtiga.